# Сычёвка (Могилёвская область)
Сычёвка (бел. Сычоўка) — деревня в Мстиславском районе Могилёвской области Белоруссии. Входит в состав Ходосовского сельсовета.

## География
Деревня находится в северо-восточной части Могилёвской области, в пределах Оршанско-Могилёвской равнины, на левом берегу реки Чёрная Натопа, к юго-востоку от республиканской автодороги Р73, на расстоянии примерно 18 километров (по прямой) к юго-западу от Мстиславля, административного центра района. Абсолютная высота — 168 метров над уровнем моря.

## История
Согласно «Списку населенных мест Могилёвской губернии» 1910 года издания населённый пункт входил в состав Долговичской волости Чериковского уезда Могилёвской губернии. Имелось 16 дворов и проживало 106 человек (54 мужчины и 52 женщины).
Во время Великой Отечественной войны, в период с 14 июля 1941 года по 28 сентября 1943 года, деревня оккупирована немецко-фашистскими захватчиками. В послевоенное время к Сычёвке были присоединены деревни Ходосы-1 и Ходосы-3.

## Население
По данным переписи 2009 года, в деревне проживало 24 человека.